# Friedewald (Hessen)
Friedewald település Németországban, Hessen tartományban. Lakosainak száma 2560 fő (2023. december 31.). Friedewald Philippsthal (Werra), Ludwigsau, Heringen (Werra), Hohenroda, Bad Hersfeld, Schenklengsfeld, Wildeck és Ronshausen községekkel határos.

## Népesség
A település népességének változása:
| Lakosok száma | 2420 | 2401 | 2457 | 2531 | 2560 |
|               | 2017 | 2019 | 2021 | 2022 | 2023 |